# Dircenna caliginosa
Dircenna caliginosa är en fjärilsart som beskrevs av Jose Francisco Zikán 1941. Dircenna caliginosa ingår i släktet Dircenna och familjen praktfjärilar. Inga underarter finns listade i Catalogue of Life.